# Evžen Macků
Evžen Macků (3. srpna 1932 v Uherském Hradišti - 5. srpna 1961 ve Vysokých Tatrách - Poprad) byl uherskohradišťský sochař a kreslíř.

## Život
Genealogické kořeny akademického sochaře Evžena Macků sahají až k českému malíři, ilustrátoru a grafikovi Josefu Mánesovi. Po studiích na SUPŠ v Uherském Hradišti a AVU v Praze byla slibně se vyvíjející tvorba Evžena Macků předčasně ukončena (v jeho jedva dožitých 29 letech) tragickou smrtí. Kromě umělecké tvorby se také rád věnoval i sportovním aktivitám (mimo jiné např. cyklistice a vysokohorské turistice). Měl rád hory a patřil mezi horolezecké nadšence. Do Vysokých Tater jezdíval často ze svého bydliště v Uherském Hradišti a to až do osudného dne 5. srpna 1961. Toho letního dne (po promocích na pražské AVU) se Evžen Macků vydal spolu s dalšími dvěma kolegy (horolezci z NDR) do Vysokých Tater. Zde všichni tři tragicky zahynuli (pádem) na jižní stěně Východního Železného štítu. Pohřben byl v rodinné hrobce na hlavním městském hřbitově v Mařaticích.

## Studium
- Maturita na Gymnáziu v Uherském Hradišti
- Střední uměleckoprůmyslová škola (SUPŠ) v Uherském Hradišti[8]
- 1955 až 1961 - Akademie výtvarných umění (AVU), Praha, Prof. Jan Lauda[8]

## Rodinné vazby
Manželka Evžena Macků - Alena Macků spolupracovala s Hermínou Týrlovou jako animátorka ve filmovém studiu ve Zlíně. Po smrti manžela vyučovala tvarování obuvi a módních doplňků na Uměleckoprůmyslové škole v Uherském Hradišti. Posléze se odstěhovala do Zruče nad Sázavou, kde pracovala jako návrhářka dětské obuvi v podniku Sázavan.
Evžen Macků po sobě (kromě sedmileté dcery Marty Macků) zanechal též dva syny. Oba nesou jméno po svém otci a oba se narodili až po tragické události ve Vysokých Tatrách. Prvního Evžena měl se svojí přítelkyní Hanou Lorencovu, druhého pak se svojí manželkou Alenou. 
Evžen Macků byl otcem malířky Marty Vavrysové (rozené Macků) (* 12. srpna 1954 ve Zlíně), dědečkem uměleckého designera, malíře a sochaře Martina Vavryse a dědečkem Markéty Möllerové (rozené Vavrysové) (* 18. září 1972 v Uherském Hradišti). Akademický malíř Pavel Vavrys je zetěm Evžena Macků.

## Charakter tvorby
Ve volné tvorbě se Evžen Macků věnoval převážně figurální tematice. Náměty často čerpal ze sportovního a divadelního prostředí. V roce 1962 mu byla uspořádaná posmrtná výstava jeho studentských prací v Galerii Slováckého muzea v Uherském Hradišti, kde je svým dílem částečně zastoupen. Díla Evžena Macků se nacházejí mezi jeho přáteli a v soukromých sbírkách většinou v jeho rodném městě.

## Výstavy

### Autorské výstavy
- 1961 - Evžen Macků: Posmrtná výstava, Slovácké muzeum, Uherské Hradiště[8]
- 1962 - Evžen Macků, Galerie mladých, Alšova síň Umělecké besedy, Praha[8]
- 1982 - Evžen Macků: Kresby a plastiky, Galerie Slováckého muzea, Uherské Hradiště[8]

### Společné výstavy
- 1961 - Společná výstava děl Evžena Macků a malíře Otty Janečka v pražském Mánesu byla organizována ještě před tagickou událostí ve Vysokých Tatrách. Výstava se uskutečnila díky iniciativě Evženovy přítelkyně MUDr. Jaroslavy Moserové.

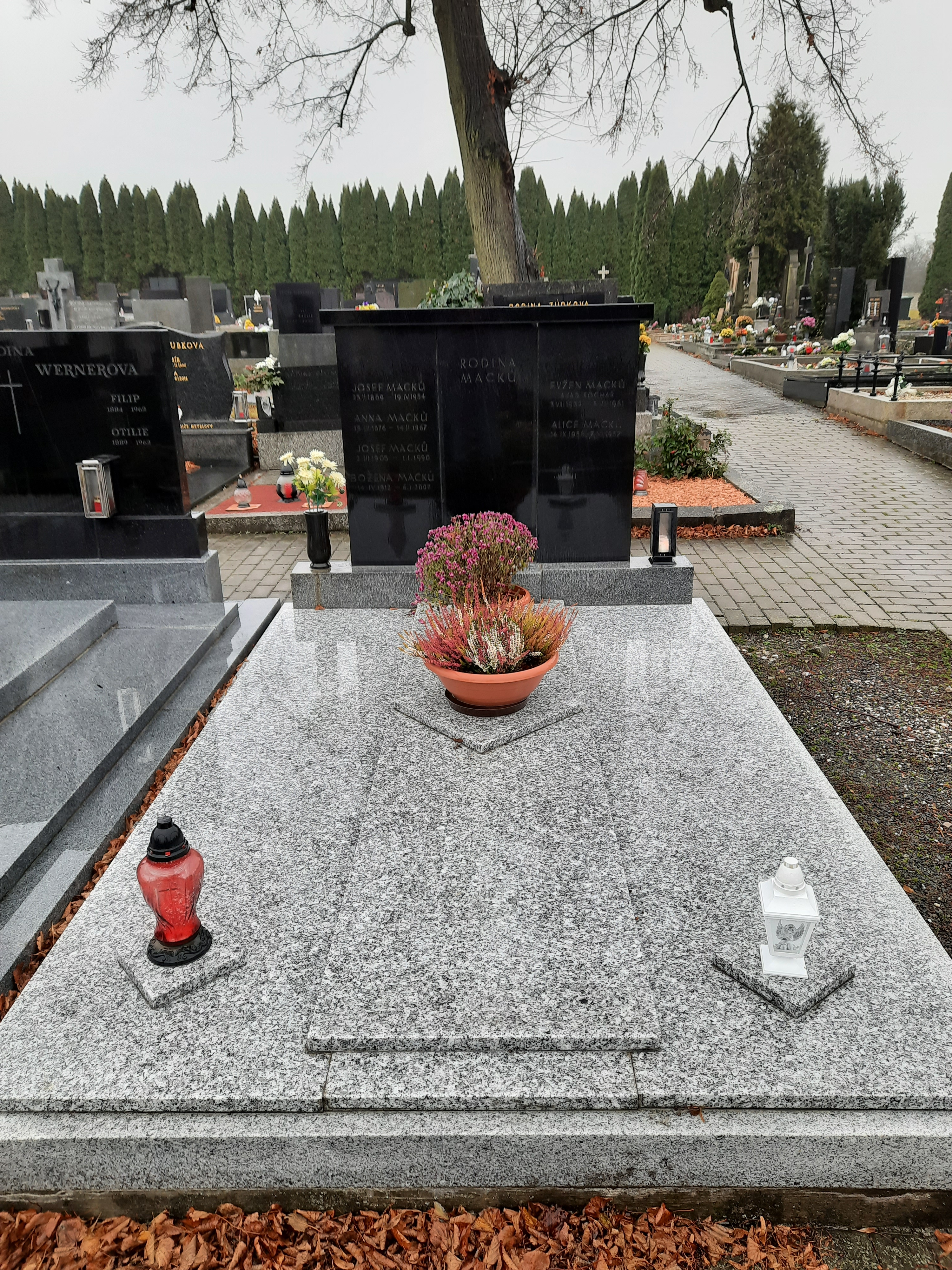
Hrobka rodiny Macků na hřbitově v Mařaticích

- Hrobka rodiny Macků na hřbitově v Mařaticích1965 - Tanec v moderním českém výtvarném umění, Zámek Strážnice, Strážnice (Hodonín)[8]

## Katalogy

### Autorské
- 1961 - Evžen Macků: Posmrtná výstava[8]
- 1962 - Evžen Macků[8]
- 1982 - Evžen Macků: Kresby a plastiky[8]

### Kolektivní
- 1965 - Tanec v moderním českém výtvarném umění[8]

## Evžen Macků v encyklopediích a slovnících
- 1962 - Pražské výstavy, Výtvarná práce, ročník: 10, číslo: 3, rok vydání 1962, strany: 2-3[8]
- 2001 - Malý, Zbyšek, ed. a Malá, Alena, ed. Slovník českých a slovenských výtvarných umělců 1950 - 2001 (VII. L - Mal), Výtvarné centrum Chagall, sv. Prameny a dokumenty, Ostrava, ISBN 80-86171-00-0[8]
- 2003 - Slovník žáků a absolventů zlínské Školy umění a Střední uměleckoprůmyslové školy ve Zlíně a v Uherském Hradišti /1939 - 2003/, Slovácké muzeum, Uherské Hradiště[8]

Ukázky z tvorby Evžena Macků
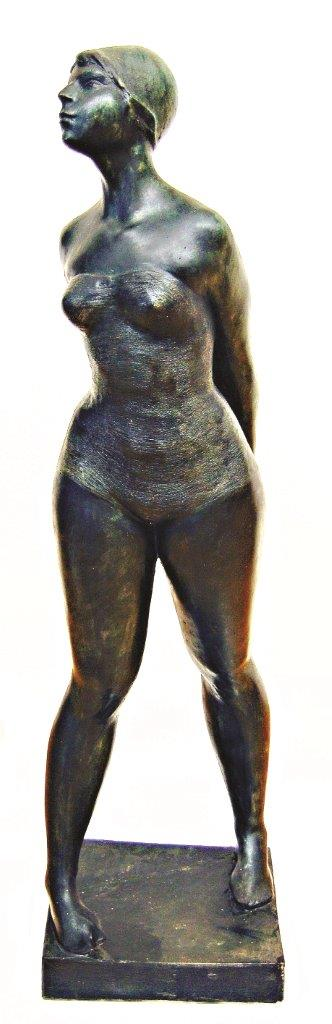
Plavkyně (součást stálé expozice Galerie Slováckého muzea v Uherském Hradišti)
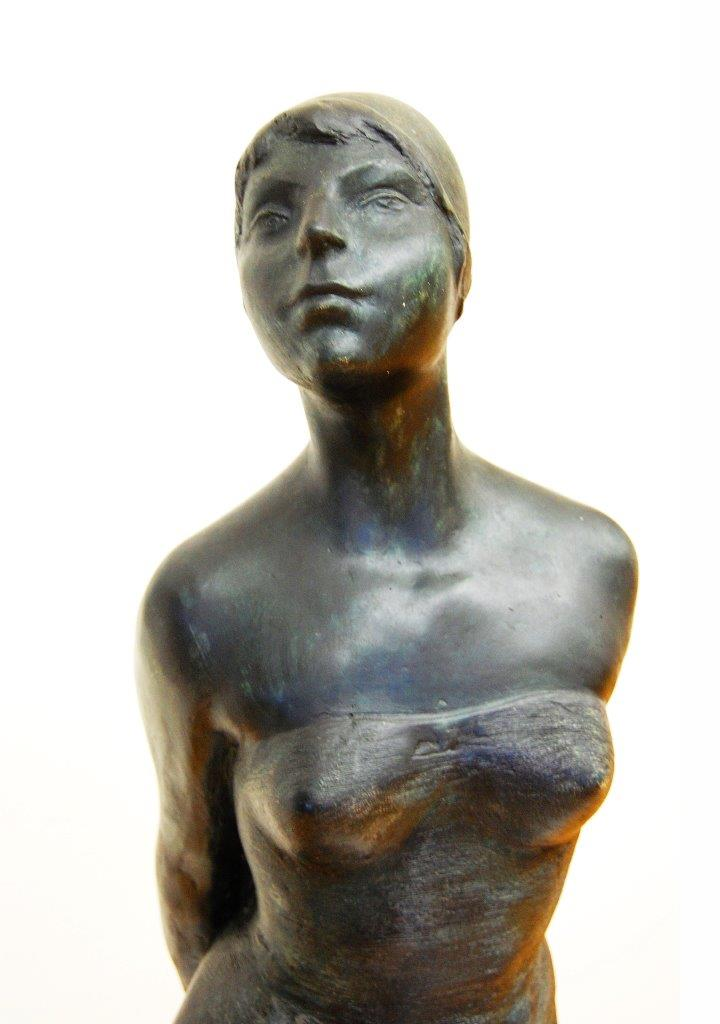
Plavkyně (detail)
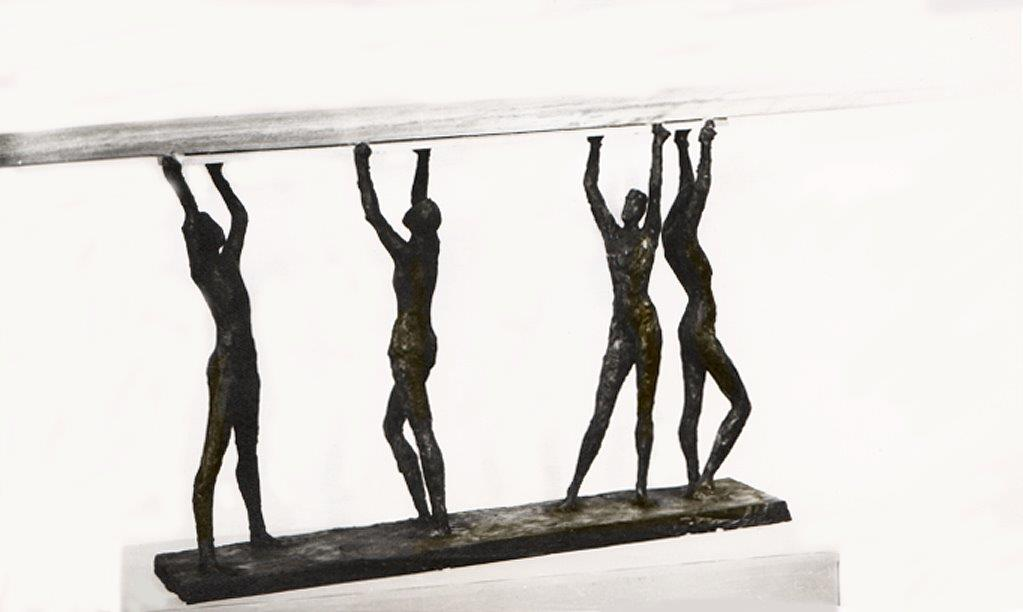
Veslaři
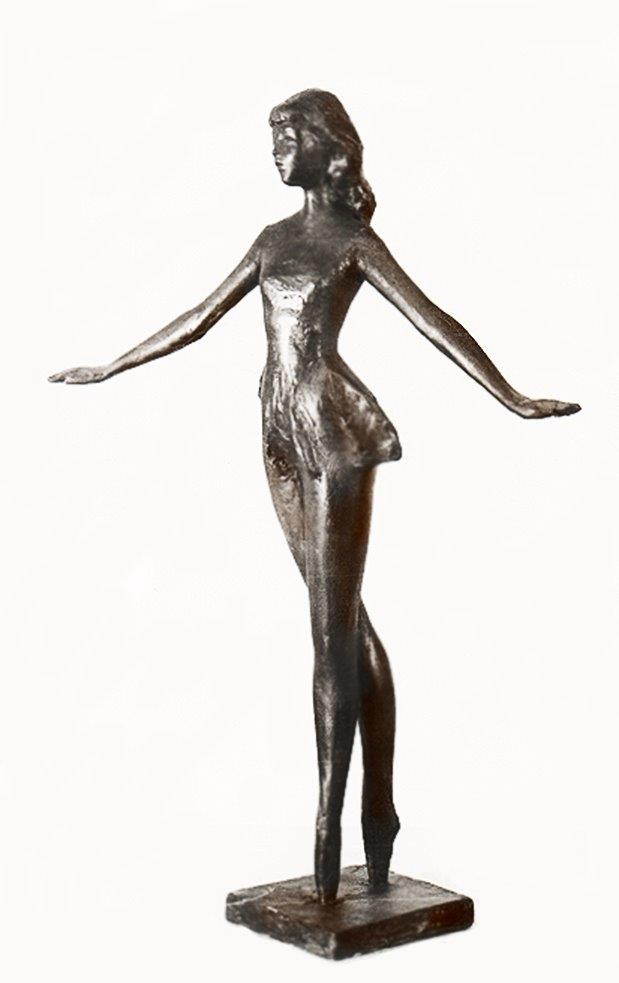
Na špičkách
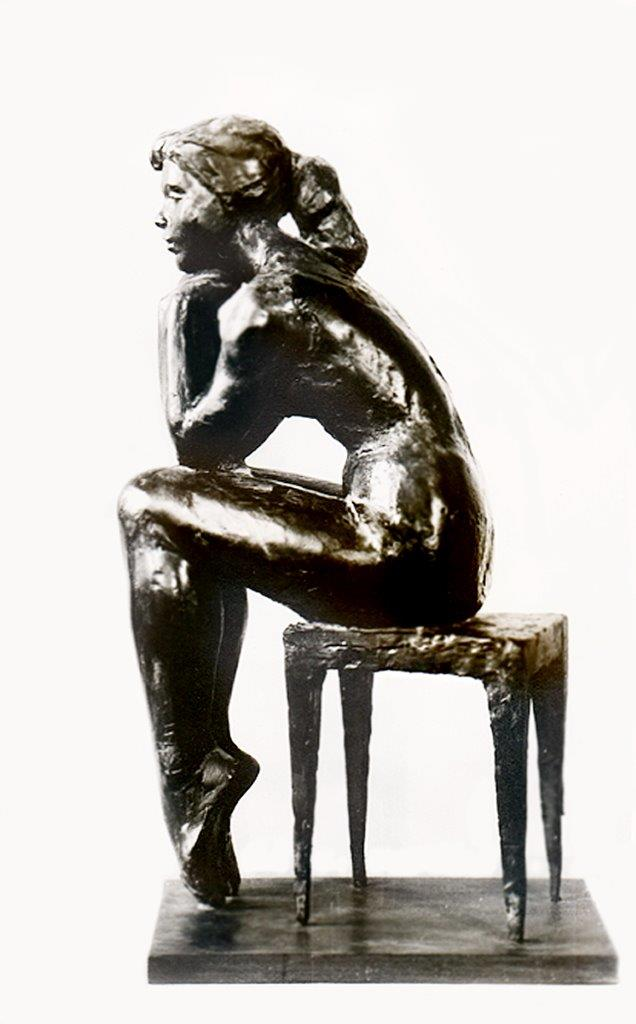
Baletka
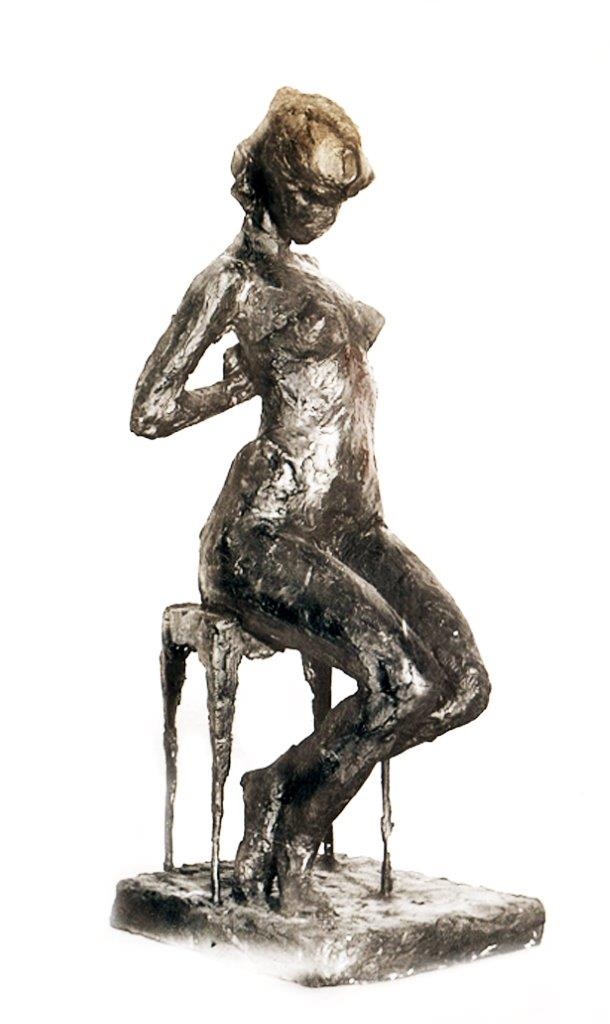
V podvečer
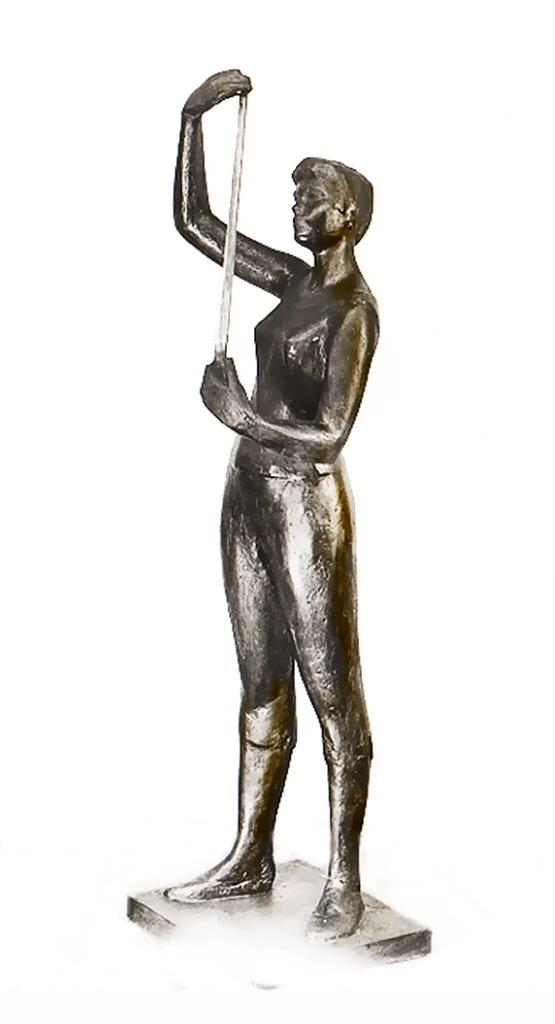
Fotografka
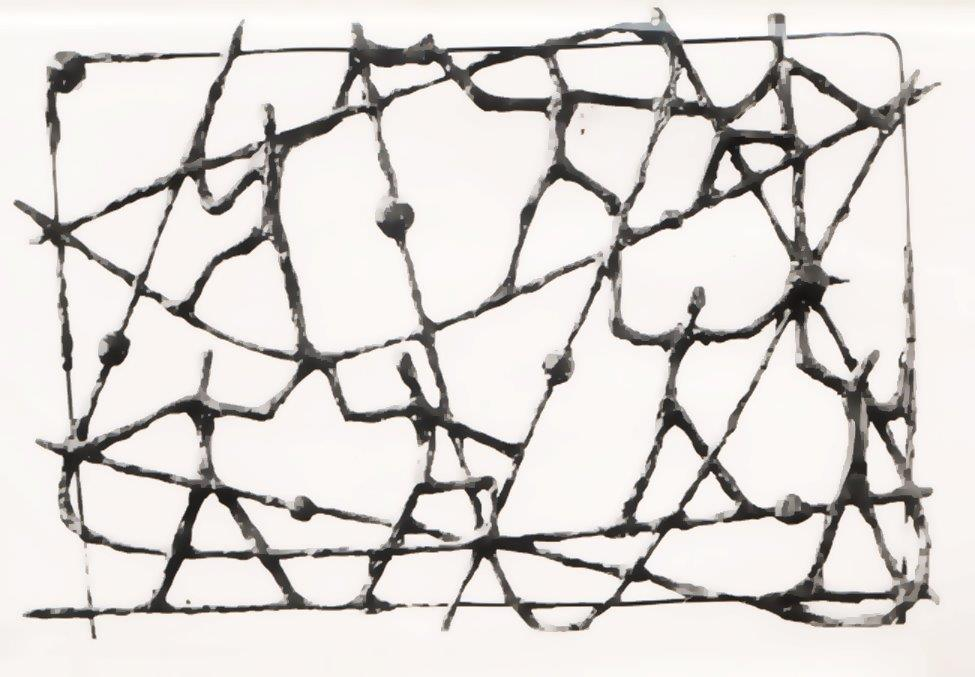
Mříž
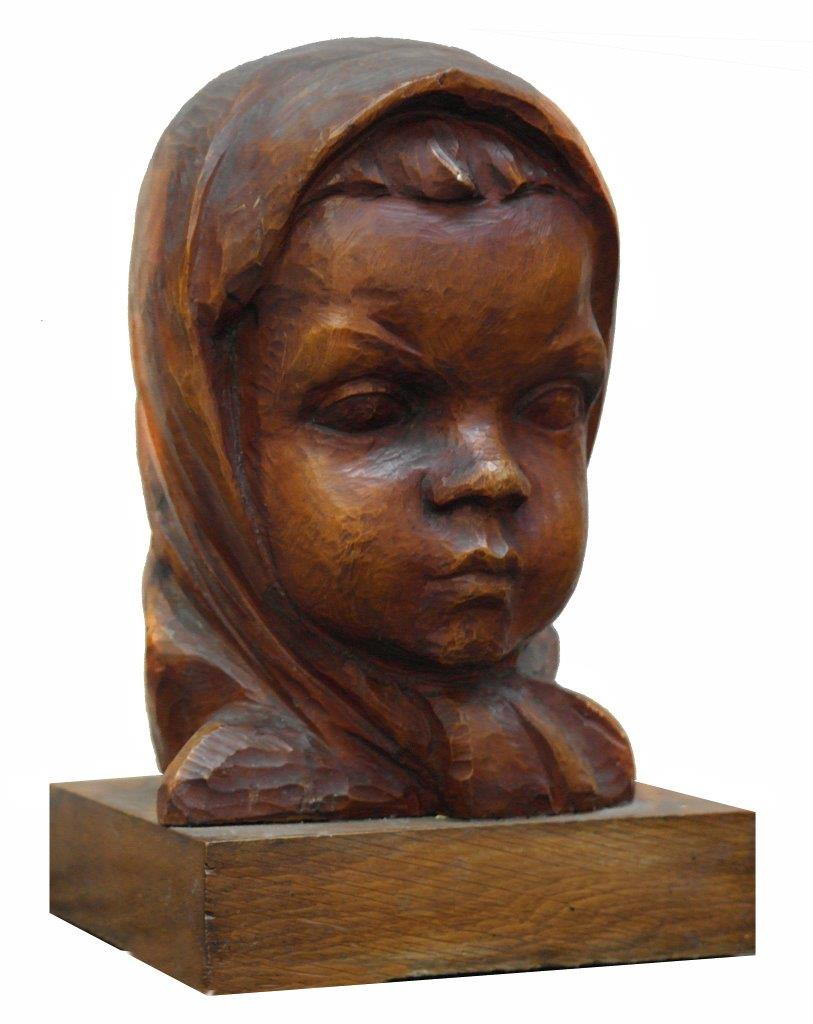
Dcera Marta (dřevo)
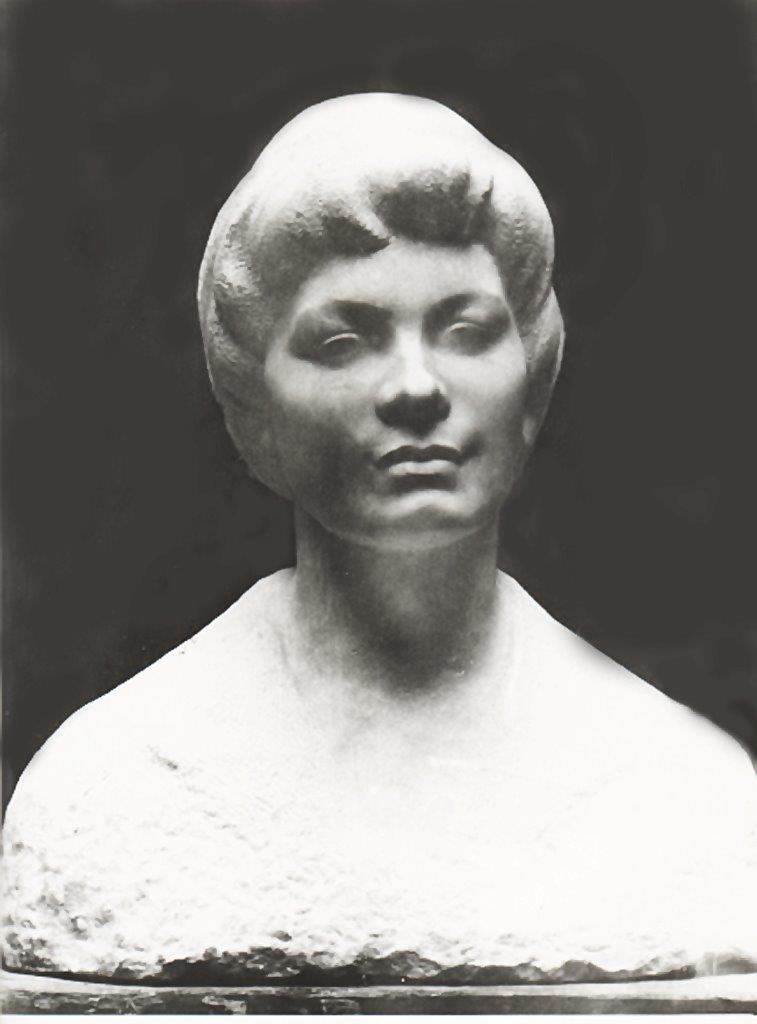
Portrét Z.S. (mramor)